# Гурка-Верушовська
Гурка-Верушовська (пол. Górka Wieruszowska) — село в Польщі, у гміні Верушув Верушовського повіту Лодзинського воєводства.
У 1975-1998 роках село належало до Каліського воєводства.